# Педжиасаб
Педжиасаб — река в России, протекает в Тляратинском районе Республики Дагестан. Длина реки составляет 17 км. Площадь водосборного бассейна — 97,5 км².
Начинается вблизи горы Педжиасаб, течёт в общем северо-западном направлении между хребтами Ябимеэр и Гечбич. Устье реки находится в 2,5 км по левому берегу реки Цемарор. На реке стоят сёла Калоб и Цимгуда.
Основные притоки — Коркогель и Ябикал, впадают слева.

## Данные водного реестра
По данным государственного водного реестра России относится к Западно-Каспийскому бассейновому округу, водохозяйственный участок реки — Сулак от истока до Чиркейского гидроузла. Речной бассейн реки — Терек.
Код объекта в государственном водном реестре — 07030000112109300000780.